# Nadelwald-Flechtenbärchen

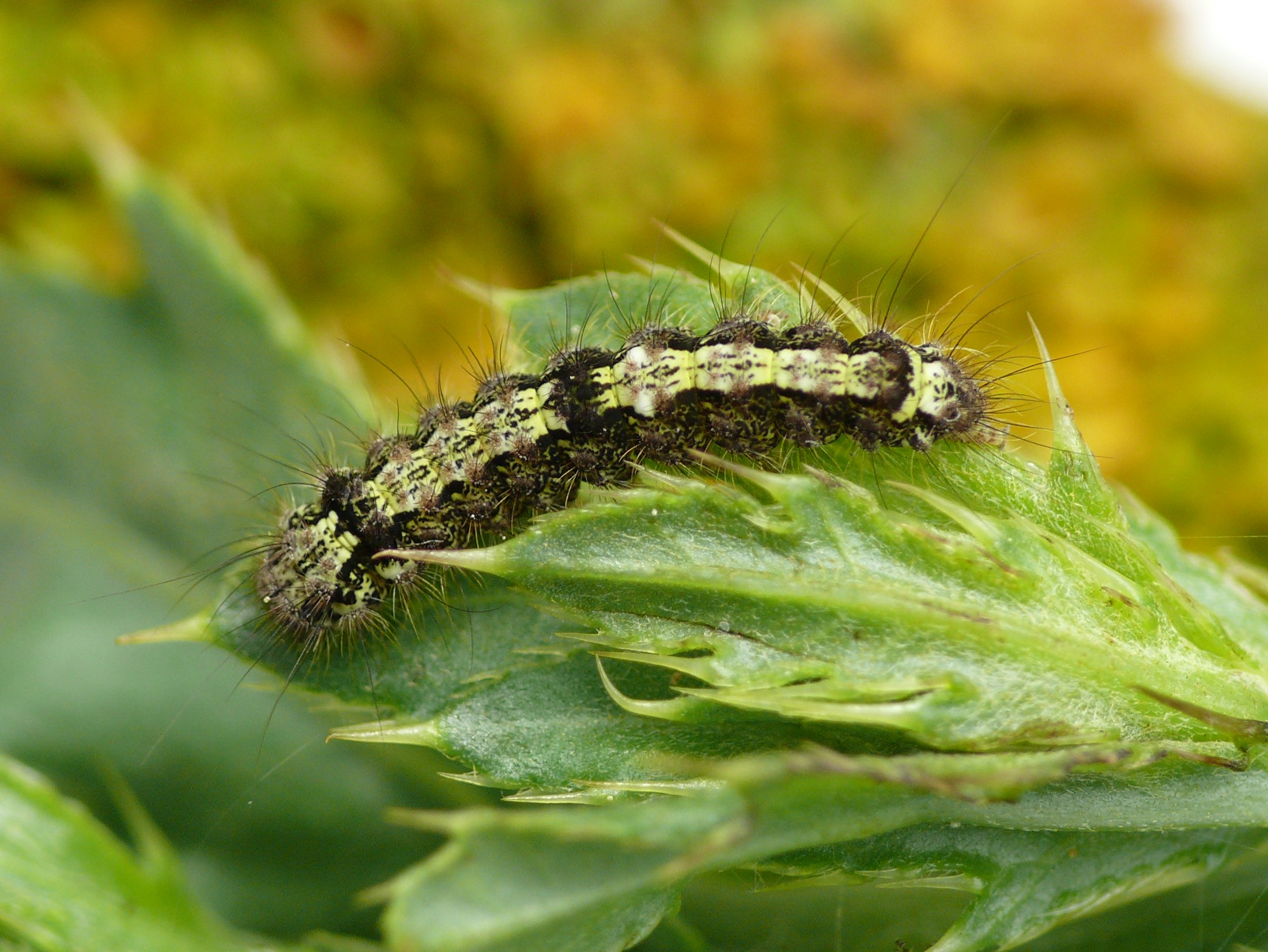
Raupe des Nadelwald-Flechtenbärchens (Eilema depressa)

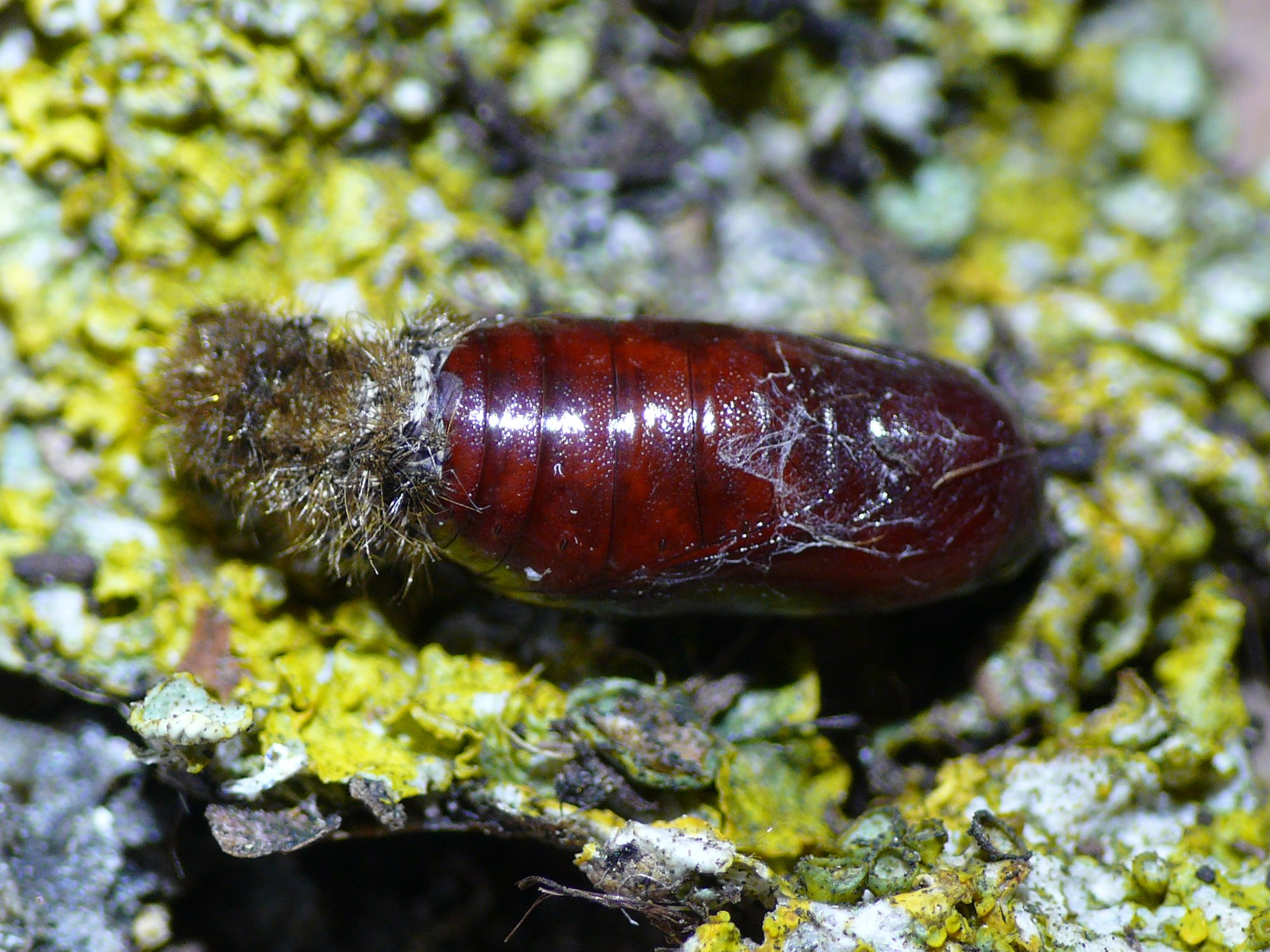
Puppe des Nadelwald-Flechtenbärchens (Eilema depressa)

Das Nadelwald-Flechtenbärchen oder der Nadelwald-Gelbsaumflechtenbär (Eilema depressa) ist ein Schmetterling (Nachtfalter) aus der Unterfamilie der Bärenspinner (Arctiinae).

## Merkmale
Die Falter erreichen eine Flügelspannweite von 28 bis 36 Millimetern. Die Weibchen haben braungraue Hinter- und Vorderflügel. Die Männchen sind deutlich heller, ockerfarben gefärbt. Ihnen fehlen die gelben Streifen (Kostalstreifen) an der Vorderflügelkante. Bei ihnen ist das Flügelende der Vorderflügel deutlich verdunkelt. Beide Geschlechter sind um den Kopf etwas gelblich gefärbt. 

### Ähnliche Arten
- Grauleib-Flechtenbärchen (Eilema lurideola)
- Ähnliches Flechtenbärchen (Eilema pseudocomplana)
- Ockergelbes Flechtenbärchen (Eilema palliatella)
- Gelbleib-Flechtenbärchen (Eilema complana)
- Weißgraues Flechtenbärchen (Eilema caniola)
- Dottergelbes Flechtenbärchen (Eilema sororcula)
- Blassstirniges Flechtenbärchen (Eilema pygmaeola)
- Dunkelstirniges Flechtenbärchen (Eilema lutarella)
- Bleigraues Flechtenbärchen (Eilema griseola)

## Vorkommen und Verbreitung
Sie kommen in Süd- und Mitteleuropa und im Süden von Skandinavien vor. Sie leben bevorzugt in sandigen Kiefern- und Nadelwäldern, selten in Mischwäldern. Sie treten normalerweise vereinzelt auf, können aber lokal zahlreich sein. 

## Lebensweise
Die Falter fliegen von Juli bis Anfang September. Sie treten später als die übrigen Flechtenbären auf.

## Nahrung und Entwicklung der Raupen
Die Raupen ernähren sich von Flechten, die auf Koniferen, Kiefern und Fichten wachsen. Sie überwintern, bevor sie als Falter schlüpfen.